# Páno Defterá
Páno Defterá är en ort i Cypern.   Den ligger i distriktet Eparchía Lefkosías, i den centrala delen av landet, 14 km sydväst om huvudstaden Nicosia. Páno Defterá ligger 303 meter över havet och antalet invånare är 1 983. Den ligger på ön Cypern.
Terrängen runt Páno Defterá är huvudsakligen platt, men åt sydväst är den kuperad.Trakten runt Páno Defterá är tätbefolkad, med 276 invånare per kvadratkilometer. Närmaste större samhälle är Nicosia, 14,0 km nordost om Páno Defterá. Trakten runt Páno Defterá är i huvudsak ett öppet busklandskap.